# Hobart Bosworth
Hobart Bosworth, all'anagrafe Hobart Van Zandt Bosworth, (Marietta, 11 agosto 1867 – Glendale, 30 dicembre 1943), è stato un attore, regista, sceneggiatore e produttore cinematografico statunitense.

## Biografia
Nato Hobart Van Zandt Bosworth, era da parte di padre un diretto discendente di Miles Standish (1584-1656) e di John e Priscilla Alden, pellegrini del Mayflower. I Van Zandt, la famiglia di sua madre, furono tra i primi coloni olandesi in America. I Bosworth furono sempre molto orgogliosi delle loro origini.
Morta sua madre, il padre si risposò. Il giovane Hobart si trovò male con la matrigna tanto da andar via di casa. Nel 1914, in un'intervista che aveva rilasciato, racconta che era scappato a New York, per esser stato "trattato crudelmente". Imbarcatosi su un clipper, per qualche anno fece il marinaio. Tra i diversi mestieri che provò in quel periodo, ci fu anche quello del baleniere, del pugile semi professionista, del lottatore e del cow boy in un ranch della California del Sud.

### Carriera teatrale
Volendosi cimentare con la pittura, dietro consiglio di un amico, ottenne un incarico come direttore di scena di un teatro a San Francisco. Impiegò i soldi guadagnati nello studio della pittura. Nel contempo, fece anche l'attore, recitando in piccoli ruoli. Così, a diciotto anni, iniziò una carriera che l'avrebbe portato alla notorietà. Attore di giro in compagnie shakespeariane, venne assunto da Louis Morrison. Si diede anche alla scrittura: una sua versione di Faust entrò nel repertorio di Morrison che l'avrebbe utilizzata nei seguenti vent'anni nelle sue messinscene teatrali.
Dopo una parentesi in cui lavorò come minatore ai pozzi di Park City, nello Utah, si trovò a fare l'assistente prestigiatore del mago Hermann the Great in un tour messicano. All'epoca, il ventunenne Hobart incontrò - dopo undici anni - per la prima volta suo padre. Ma l'incontro si rivelò infelice e i due non si rividero mai più.
Arrivato a New York nel dicembre del 1888, venne assunto da Augustine Daly che gli affidò il ruolo di Charles in Come vi piace. Bosworth restò in compagnia con Daly nei seguenti dieci anni. Recitò non solo negli Stati Uniti, ma anche in Europa, a Berlino, Colonia, Londra, Parigi... Lasciato Daly, che gli affidava solo piccoli ruoli, firmò con Julia Marlowe, ottenendo in questo modo, ruoli da protagonista.
Nel momento in cui cominciava a diventare una star, Bosworth venne colpito dalla tubercolosi, una malattia che, all'epoca, era spesso mortale. Per curarsi, fu costretto a lasciare le scene. Recuperò la salute, ma il suo rientro troppo frettoloso sul palcoscenico lo portò ad avere una ricaduta. Non riuscì mai a debellare completamente la malattia e, per tutta la vita, dovette bilanciare con accortezza periodi di lavoro con periodi di riposo, in modo da mantenere sotto controllo la tubercolosi.
Ritornato sui palcoscenici di New York, apparve - nel ruolo di Eilert Lovborg - in Hedda Gabler, una ripresa del 1903 del dramma di Ibsen. Per curarsi, andò a stare in Arizona, dove poteva trarre beneficio dal clima secco del luogo. Ma la malattia influì comunque sulla sua voce. Per un attore di teatro, la cosa era un disastro. Bosworth trovò allora la soluzione nel rivolgersi al cinema che, all'epoca, era muto.

### Carriera cinematografica
Nel 1908, andò a vivere a San Diego dove venne assunto dalla Selig Polyscope, una casa di produzione nata a Chicago e considerata una pioniera del cinema delle origini. Messo sotto contratto, convinse la compagnia a trasferirsi a Los Angeles. Per la Selig, Bosworth girò in esterni alcuni film il primo dei quali fu The Count of Monte Cristo. Pioniere del cinema muto, Bosworth viene spesso indicato come il "decano di Hollywood" ("Dean of Hollywood"). Scrisse, diresse e interpretò centinaia di pellicole. Attratto dai romanzi di Jack London che gli ricordavano le sue passate avventure da ragazzo, produsse una serie di film tratti dai suoi libri quando, nel 1913, fondò una propria casa di produzione, dirigendo e interpretando il primo film prodotto dalla nuova compagnia, The Sea Wolf, dove, nel ruolo di un marinaio, appare anche lo stesso Jack London. Il film fu distribuito negli Stati Uniti dalla The W. W. Hodkinson Corp. e dalla States Right Independent Exchanges. Girò poi la versione cinematografica di Smoke Bellew, una raccolta di novelle di London, che uscì con il titolo The Chechako. Questo film insieme ad altre pellicole della Bosworth-London, furono distribuite attraverso la Paramount Pictures. Bosworth diresse anche The Valley of the Moon, ricoprì un ruolo di supporto. Produsse, diresse e interpretò Martin Eden e An Odyssey of the North, film distribuiti anche loro dalla Paramount.
Lavorò quindi con la Oliver Photography Company. La sua compagnia insieme alla Oliver Morosco Productions, distribuì trentun film, la maggior parte dei quali avevano come protagonista lo stesso Bosworth. La compagnia cessò la sua attività dopo aver prodotto nel 1921 The Sea Lion. La fusione con la Paramount pose fine al periodo della vita creativa di Bosworth, di cui lui era una forza importante nell'industria cinematografica che in quel momento stava subendo dei cambiamenti con la maturazione e la solidificazione dell'industria. Bosworth, prima della fusione, diresse ancora The White Scar, scritto e interpretato per la Universal Film Manufacturing Company. Dopo aver chiuso con la produzione, Hobart finì per interpretare ruoli di supporto come attore.
Bosworth sopravvisse alla transizione del cinema al sonoro. Oltre ad apparire nel film della Warner Brothers, The Show of Shows (1929), il suo debutto nel parlato fu con il cortometraggio A Man in Peace, girato per la Vitaphone, mentre il suo primo lungometraggio sonoro fu la storia d'amore di genere ruritano della Vitaphone, General Crack, con John Barrymore. Anche se apparve in piccoli ruoli in film di serie A, Bosworth si guadagnava da vivere principalmente come attore di spicco in B-Western e nei serial di azione che uscivano dagli studi di Poverty Row. In tutti i suoi ruoli nei film A e B, di solito il suo era un personaggio paterno, interpretando ruoli come quelli di un ecclesiastico, un giudice o un nonno.

### Riconoscimenti
Per il suo contributo all'industria cinematografica, Hobart Bosworth ricevette nel 1960 una stella nella Hollywood Walk of Fame al 6522 di Hollywood Boulevard.

### Vita privata
Bosworth divorziò dalla prima moglie Adele Farrington nel 1919. Il 22 dicembre 1920 sposò Cecile Kibre, vedova di G. Harold Percival, che era stato direttore artistico dello Ince Studio e che era morto durante la pandemia di influenza spagnola nel 1918. Cecile Kibre aveva avuto un figlio da Percival, di nome George, che Hobart Bosworth adottò in seguito come suo figlio.

### Morte
Bosworth morì il 30 dicembre 1943 di polmonite all'età di 76 anni a Glendale. Fu sepolto al Forest Lawn Memorial Park, in un mausoleo privato.

## Filmografia

### Attore

#### 1908
- The Count of Monte Cristo, regia di Francis Boggs e Thomas Persons – cortometraggio (1908)
- Dr. Jekyll and Mr. Hyde, regia di Otis Turner – cortometraggio (1908)
- Rip Van Winkle, regia di Otis Turner – cortometraggio (1908)
- Damon and Pythias, regia di Otis Turner – cortometraggio (1908)
- The Spirit of '76, regia di Francis Boggs – cortometraggio (1908)
- On Thanksgiving Day, regia di Francis Boggs – cortometraggio (1908)

#### 1909
- The Tenderfoot, regia di Francis Boggs – cortometraggio (1909)
- Boots and Saddles, regia di Francis Boggs – cortometraggio (1909)
- In the Badlands, regia di Francis Boggs – cortometraggio (1909)
- Fighting Bob, regia di Francis Boggs – cortometraggio (1909)
- In the Sultan's Power, regia di Francis Boggs – cortometraggio (1909)
- The Leopard Queen, regia di Francis Boggs (1909)
- The Stampede, regia di Francis Boggs (1909)
- Briton and Boer, regia di Francis Boggs – cortometraggio (1909)
- Up San Juan Hill, regia di Francis Boggs – cortometraggio (1909)
- On the Border, regia di Francis Boggs – cortometraggio (1909)
- On the Little Big Horn or Custer's Last Stand, regia di Francis Boggs (1909)
- Pine Ridge Feud, regia di Francis Boggs (1909)
- The Christian Martyrs, regia di Otis Turner – cortometraggio (1909)

#### 1910
- The Courtship of Miles Standish, regia di Otis Turner – cortometraggio (1910)
- The Roman, regia di Francis Boggs – cortometraggio (1910)
- Across the Plains, regia di Francis Boggs – cortometraggio (1910)
- In the Frozen North – cortometraggio (1910)
- Il mago di Oz (The Wonderful Wizard of Oz), regia di Otis Turner – cortometraggio (1910)
- The Common Enemy, regia di Otis Turner – cortometraggio (1910)
- Davy Crockett, regia di Francis Boggs – cortometraggio (1910)
- In the Great Northwest, regia di Francis Boggs – cortometraggio (1910)
- The Long Trail, regia di Francis Boggs – cortometraggio (1910)
- The Sheriff, regia di Francis Boggs – cortometraggio (1910)
- Willie, regia di Francis Boggs – cortometraggio (1910)
- The Schoolmaster of Mariposa, regia di Francis Boggs – cortometraggio (1910)
- The Sergeant, regia di Francis Boggs – cortometraggio (1910)
- The Sanitarium, regia di Tom Santschi – cortometraggio (1910)
- A Tale of the Sea, regia di Francis Boggs – cortometraggio (1910)
- Justinian and Theodora, regia di Otis Turner – cortometraggio (1910)

#### 1911
- An Englishman's Honor, regia di Francis Boggs – cortometraggio (1911)[3]
- The Spy, regia di Otis Turner -  cortometraggio (1911)
- The Little Circus Rider -  cortometraggio (1911)
- Thelma -  cortometraggio (1911)
- The Buccaneers -  cortometraggio (1911)
- The Padre -  cortometraggio (1911)
- The Eye of Conscience -  cortometraggio (1911)
- The Code of Honor -  cortometraggio (1911)
- The Haven of Refuge – cortometraggio (1911)
- Unto Us a Child Is Born -  cortometraggio (1911)
- In Old California When the Gringos Came, regia di Francis Boggs – cortometraggio (1911)
- Lost and Won – cortometraggio (1911)
- Stability vs. Nobility, regia di Hobart Bosworth – cortometraggio (1911)
- One of Nature's Noblemen, regia di Francis Boggs – cortometraggio (1911)
- The Novice, regia di Francis Boggs – cortometraggio (1911)
- Range Pals, regia di Francis Boggs – cortometraggio (1911)
- A Sacrifice to Civilization, regia di Hobart Bosworth – cortometraggio (1911)
- The New Faith, regia di Hobart Bosworth – cortometraggio (1911)
- The White Medicine Man, regia di Francis Boggs – cortometraggio (1911)
- It Happened in the West, regia di Hobart Bosworth – cortometraggio (1911)
- The Profligate, regia di Francis Boggs – cortometraggio (1911)
- The Sheriff of Tuolomne, regia di Francis Boggs – cortometraggio (1911)
- The Knight Errant, regia di Francis Boggs – cortometraggio (1911)
- Saved from the Snow, regia di Hobart Bosworth – cortometraggio (1911)
- In the Shadow of the Pines, regia di Hobart Bosworth – cortometraggio (1911)
- The Totem Mark, regia di Otis Turner – cortometraggio (1911)
- The Voyager: A Tale of Old Canada, regia di Hobart Bosworth – cortometraggio (1911)
- McKee Rankin's '49', regia di Hobart Bosworth – cortometraggio (1911)
- A Cup of Cold Water, regia di Hobart Bosworth – cortometraggio (1911)
- John Oakhurst, Gambler, regia di Hobart Bosworth (1911) – cortometraggio (1911)
- An Indian Vestal, regia di Hobart Bosworth – cortometraggio (1911)
- How They Stopped the Run on the Bank, regia di Otis Turner (1911)
- Coals of Fire, regia di Hobart Bosworth – cortometraggio (1911)
- A Painter's Idyl, regia di Hobart Bosworth – cortometraggio (1911)
- Little Injin, regia di Hobart Bosworth – cortometraggio (1911)
- In the Days of Gold, regia di Hobart Bosworth e F.E. Montgomery – cortometraggio (1911)
- The Bootlegger, regia di Hobart Bosworth – cortometraggio (1911)
- The Convert of San Clemente, regia di Hobart Bosworth – cortometraggio (1911)
- Blackbeard, regia di Francis Boggs – cortometraggio (1911)
- The Right Name, But the Wrong Man, regia di Frank Montgomery – cortometraggio (1911)
- A Frontier Girl's Courage, regia di Hobart Bosworth e Frank Montgomery – cortometraggio (1911)
- The Maid at the Helm, regia di Francis Boggs – cortometraggio (1911)
- The Chief's Daughter, regia di Hobart Bosworth – cortometraggio (1911)
- George Warrington's Escape, regia di Hobart Bosworth – cortometraggio (1911)
- Evangeline, regia di Hobart Bosworth – cortometraggio (1911)
- A Counterfeit Santa Claus, regia di Otis Turner – cortometraggio (1911)
- A Modern Rip, regia di Hobart Bosworth – cortometraggio (1911)

#### 1912
- Arthur Preston Hankins – cortometraggio (1912)
- The Mate of the Alden Bessie, regia di Hobart Bosworth – cortometraggio (1912)
- The Other Fellow, regia di Hobart Bosworth – cortometraggio (1912)
- Merely a Millionaire, regia di Hobart Bosworth – cortometraggio (1912)
- The Test, regia di Frank Montgomery – cortometraggio (1912)
- Bunkie, regia di Hobart Bosworth – cortometraggio (1912)
- Disillusioned, regia di Hobart Bosworth – cortometraggio (1912)
- The Danites, regia di Francis Boggs – cortometraggio (1912)
- A Cowboy Damon and Pythias (1912)
- As Told by Princess Bess, regia di Frank Montgomery – cortometraggio (1912)
- The Shrinking Rawhide, regia di Frank Montgomery – cortometraggio (1912)
- A Crucial Test, regia di Frank Montgomery – cortometraggio (1912)
- The Girl of the Lighthouse, regia di Frank Montgomery – cortometraggio (1912)
- The Junior Officer, regia di Frank Montgomery – cortometraggio (1912)
- The Hobo, regia di Hobart Bosworth – cortometraggio (1912)
- Tenderfoot Bob's Regeneration, regia di Frank Montgomery – cortometraggio (1912)
- Darkfeather's Strategy, regia di Frank Montgomery – cortometraggio (1912)
- The End of the Romance, regia di Frank Montgomery – cortometraggio (1912)
- The Hand of Fate, regia di Frank Montgomery – cortometraggio (1912)
- The Price He Paid, regia di Colin Campbell – cortometraggio (1912)
- The Love of an Island Maid, regia di Colin Campbell – cortometraggio (1912)
- Rivals, regia di Colin Campbell – cortometraggio (1912)
- A Child of the Wilderness, regia di Hobart Bosworth – cortometraggio (1912)
- A Reconstructed Rebel, regia di Colin Campbell – cortometraggio (1912)
- The Vision Beautiful, regia di Colin Campbell – cortometraggio (1912)
- The Professor's Wooing, regia di Colin Campbell – cortometraggio (1912)
- The Polo Substitute, regia di Colin Campbell – cortometraggio (1912)
- A Messenger to Kearney, regia di Fred Huntley – cortometraggio (1912)
- In the Tents of the Asra, regia di Hobart Bosworth – cortometraggio (1912)
- Land Sharks vs. Sea Dogs, regia di Hobart Bosworth – cortometraggio (1912)
- The Trade Gun Bullet, regia di Hobart Bosworth – cortometraggio (1912)
- The Pirate's Daughter, regia di Hobart Bosworth – cortometraggio (1912)
- Monte Cristo, regia di Colin Campbell – cortometraggio (1912)
- Getting Atmosphere, regia di Hobart Bosworth – cortometraggio (1912)
- The Fisherboy's Faith, regia di Colin Campbell – cortometraggio (1912)
- The Legend of the Lost Arrow, regia di Hobart Bosworth – cortometraggio (1912)
- Atala, regia di Hobart Bosworth – cortometraggio (1912)
- Miss Aubry's Love Affair, regia di Hobart Bosworth – cortometraggio (1912)
- The Vintage of Fate, regia di Lem B. Parker – cortometraggio (1912)
- The Girl of the Mountain, regia di Harry McRae Webster – cortometraggio (1912)
- Harbor Island, regia di Lem B. Parker – cortometraggio (1912)

#### 1913
- The Love of Penelope, regia di Francis J. Grandon – cortometraggio (1913)
- Greater Wealth, regia di Colin Campbell – cortometraggio (1913)
- A Plain Girl's Love, regia di Henry MacRae – cortometraggio (1913)
- Altar of the Aztecs, regia di Henry MacRae – cortometraggio (1913)
- The Artist and the Brute, regia di Henry MacRae – cortometraggio (1913)
- Pierre of the North, regia di Henry MacRae – cortometraggio (1913)
- Yankee Doodle Dixie, regia di Henry MacRae – cortometraggio (1913)
- A Wise Old Elephant, regia di Colin Campbell – cortometraggio (1913)
- Alas! Poor Yorick!, regia di Colin Campbell – cortometraggio (1913)
- Seeds of Silver, regia di Fred Huntley – cortometraggio (1913)
- Her Guardian, regia di Lem B. Parker – cortometraggio (1913)
- In the Days of Witchcraft, regia di Fred Huntley – cortometraggio (1913)
- The Girl and the Judge, regia di Lem B. Parker – cortometraggio (1913)
- Buck Richard's Bride, regia di Fred Huntley – cortometraggio (1913)
- The Beaded Buckskin Bag, regia di E.A. Martin – cortometraggio (1913)
- Songs of Truce, regia di Colin Campbell – cortometraggio (1913)
- In God We Trust, regia di E.A. Martin – cortometraggio (1913)
- The Unseen Defense, regia di Fred Huntley – cortometraggio (1913)
- Fate Fashions a Letter, regia di Fred Huntley – cortometraggio (1913)
- Nan of the Woods, regia di Fred Huntley – cortometraggio (1913)
- The Rancher's Failing, regia di Fred Huntley – cortometraggio (1913)
- The Young Mrs. Eames, regia di Francis J. Grandon – cortometraggio (1913)
- As a Father Spareth His Son, regia di Fred Huntley – cortometraggio (1913)
- In the Midst of the Jungle, regia di Henry MacRae – cortometraggio (1913)
- The Sea Wolf, regia di Hobart Bosworth (1913)

#### 1914
- The Traitor, regia di Phillips Smalley e Lois Weber (1914)
- John Barleycorn, regia di Hobart Bosworth e J. Charles Haydon (1914)
- The Valley of the Moon, regia di Hobart Bosworth (1914)
- Martin Eden, regia di Hobart Bosworth (1914)
- An Odyssey of the North, regia di Hobart Bosworth (1914)
- Burning Daylight: The Adventures of 'Burning Daylight' in Alaska, regia di Hobart Bosworth (1914)
- Burning Daylight, regia di Hobart Bosworth (1914)
- The Pursuit of the Phantom, regia di Hobart Bosworth (1914)
- Burning Daylight: The Adventures of 'Burning Daylight' in Civilization, regia di Hobart Bosworth (1914)
- The Country Mouse, regia di Hobart Bosworth (1914)

#### 1915
- The Beachcomber, regia di Phil Rosen (1915)
- Tainted Money, regia di Ulysses Davis (1915)
- Buckshot John, regia di Hobart Bosworth (1915)
- Pretty Mrs. Smith, regia di Hobart Bosworth (1915)
- Help Wanted, regia di Hobart Bosworth (1915)
- Little Sunset (1915)
- The Scarlet Sin, regia di Otis Turner (1915)
- Nearly a Lady, regia di Hobart Bosworth (1915)
- A Little Brother of the Rich, regia di Otis Turner (1915)
- Business Is Business, regia di Otis Turner (1915)
- 'Twas Ever Thus (1915)
- Fatherhood, regia di Hobart Bosworth (1915)
- Colorado, regia di Norval MacGregor (1915)
- The White Scar, regia di Hobart Bosworth, Ulysses Davis (1915)

#### 1916
- The Target
- The Yaqui
- Two Men of Sandy Bar, regia di Lloyd B. Carleton (1916)
- Doctor Neighbor
- The Iron Hand, regia di Ulysses Davis (1916)
- The Way of the World, regia di Lloyd B. Carleton (1916)
- Oliviero Twist (Oliver Twist), regia di James Young (1916)
- Giovanna d'Arco (Joan the Woman), regia di Cecil B. DeMille (1916)

#### 1917
- A Mormon Maid, regia di Robert Z. Leonard (1917)
- Freckles, regia di Marshall Neilan (1917)
- Unconquered, regia di Frank Reicher (1917)
- The Inner Shrine, regia di Frank Reicher (1917)
- The Little American, regia di Cecil B. DeMille e Joseph Levering (non accreditati) (1917)
- What Money Can't Buy
- Tradita (Betrayed), regia di Raoul Walsh (1917)
- L'ultima dei Montezuma (The Woman God Forgot), regia di Cecil B. DeMille (1917)
- The Devil-Stone, regia di Cecil B. DeMille  (1917)

#### 1918
- The Border Legion, regia di T. Hayes Hunter (1918)

#### 1919
- Behind the Door, regia di Irvin Willat (1919)

#### 1920
- Negli abissi del mare (Below the Surface), regia di Irvin V. Willat (Irvin Willat) (1920)
- His Own Law, regia di J. Parker Read Jr. (1920)
- The Brute Master, regia di Roy Marshall (1920)
- A Thousand to One, regia di Rowland V. Lee (1920)

#### 1921
- The Foolish Matrons, regia di Clarence Brown, Maurice Tourneur (1921)
- The Cup of Life, regia di Rowland V. Lee (1921)
- Blind Hearts
- The Sea Lion

#### 1922
- White Hands, regia di Lambert Hillyer (1922)
- The Strangers' Banquet, regia di Marshall Neilan (1922)

#### 1923
- Man Alone, regia di William H. Clifford (1923)
- La fiera delle vanità (Vanity Fair), regia di Hugo Ballin (1923)
- Little Church Around the Corner, regia di William A. Seiter (1923)
- Roberto di Hentzau (Rupert of Hentzau), regia di Victor Heerman (1923)
- L'amante del cuore (The Common Law), regia di George Archainbaud (1923)
- The Eternal Three, regia di Marshall Neilan e Frank Urson (1923)
- In the Palace of the King, regia di Emmett J. Flynn (1923)
- The Man Life Passed By, regia di Victor Schertzinger (1923)

#### 1924
- Through the Dark, regia di George W. Hill (1924)
- La spada della legge (Name the Man), regia di Victor Sjöström (1924)
- Nellie, the Beautiful Cloak Model, regia di Emmett J. Flynn (1924)
- The Woman on the Jury, regia di Harry O. Hoyt (1924)
- Capitan Baby (Captain January), regia di Edward F. Cline (1924)
- Il pane quotidiano (Bread), regia di Victor Schertzinger (1924)
- The Silent Watcher, regia di Frank Lloyd (1924)
- Cuori di quercia (Hearts of Oak), regia di John Ford (1924)
- Sundown, regia di Harry O. Hoyt e Laurence Trimble (1924)

#### 1925
- If I Marry Again
- My Son, regia di Edwin Carewe (1925)
- Chickie
- Zander the Great, regia di George W. Hill (1925)
- The Half-Way Girl
- Winds of Chance, regia di Frank Lloyd (1925)
- La grande parata (The Big Parade), regia di King Vidor (1925)
- Steel Preferred
- La frontiera del sole (The Golden Strain), regia di Victor Schertzinger (1925)

#### 1926
- The Far Cry
- The Nervous Wreck
- Spangles, regia di Frank O'Connor (1926)

#### 1927
- Three Hours
- Annie Laurie la fanciulla scozzese (Annie Laurie), regia di John S. Robertson (1927)
- The Blood Ship
- The Chinese Parrot, regia di Paul Leni (1927)
- My Best Girl

#### 1928
- The Smart Set
- Freckles, regia di James Leo Meehan (1928)
- La bufera (After the Storm), regia di George B. Seitz (1928)
- La casa del boia (Hangman's House), regia di John Ford (1928)
- A Man of Peace
- Sawdust Paradise
- Annapolis, regia di Christy Cabanne (1928)
- Il destino (A Woman of Affairs), regia di Clarence Brown (1928)

#### 1929
- La valanga (Eternal Love), regia di Ernst Lubitsch (1929)
- The Man Higher Up, regia di William C. de Mille (1929)
- Hurricane, regia di Ralph Ince (1929)
- Rivista delle nazioni (The Show of Shows), regia di John G. Adolfi (1929)
- Il generale Crack (General Crack), regia di Alan Crosland (1929)
- King of the Mountain

#### 1930
- Nomadi del canto
- The Devil's Holiday, regia di Edmund Goulding (1930)
- La dattilografa
- Il cavaliere della libertà (Abraham Lincoln), regia di D. W. Griffith (1930)
- Madame Du Barry (Du Barry, Woman of Passion), regia di Sam Taylor (1930)
- The Third Alarm, regia di Emory Johnson (1930)
- I prodigi del 2000 (Just Imagine), regia di David Butler (1930)

#### 1931
- Dirigibile (Dirigible), regia di Frank Capra (1931)
- Sit Tight
- Fiamme sul mare (Shipmates), regia di Harry A. Pollard (1931)
- This Modern Age, regia di Nicholas Grindé (Nick Grinde) (1931)
- Fanny Foley Herself

#### 1932
- La diga della morte
- The Miracle Man, regia di Norman Z. McLeod
- Gangsters (The County Fair), regia di Louis King (1932)
- L'agonia di una stirpe
- Non c'è amore più grande (No Greater Love), regia di Lewis Seiler (1932)
- Gambe da un milione di dollari
- Il lampo

#### 1933
- Signora per un giorno (Lady for a Day), regia di Frank Capra (1933)

#### 1934
- Vigliaccheria
- Musica nell'aria (Music in the Air), regia di Joe May (1934)

#### 1935
- The Keeper of the Bees, regia di Christy Cabanne (1935)
- Il battello pazzo (Steamboat Round the Bend), regia di John Ford (1935)

#### 1936
- Wolves of the Sea
- Wildcat Trooper
- General Spanky, regia di Fred Newmeyer e Gordon Douglas

#### 1937
- Portia on Trial

#### 1938
- Duello col pirata nero
- Rollin' Plains
- King of the Sierras

#### 1941
- Bullets for O'Hara
- Un piede in paradiso (One Foot in Heaven), regia di Irving Rapper (1941)
- Tragedia ai tropici
- La storia del generale Custer (They Died with Their Boots On), regia di Raoul Walsh (1941)

#### 1942
- Il cavaliere della vendetta (Wild Bill Hickok Rides), regia di Ray Enright (1942)
- Bullet Scars, regia di D. Ross Lederman (1942)
- I Was Framed, regia di D. Ross Lederman (1942)
- Escape from Crime, regia di D. Ross Lederman (1942)
- Le tre sorelle (The Gay Sisters), regia di Irving Rapper (1942)
- Sin Town, regia di Ray Enright (1942)

### Regista
- Ramona's Father – cortometraggio (1911)[4]
- Stability vs. Nobility – cortometraggio (1911)
- A Sacrifice to Civilization – cortometraggio (1911)
- The New Faith – cortometraggio (1911)
- It Happened in the West – cortometraggio (1911)
- Saved from the Snow – cortometraggio (1911)
- In the Shadow of the Pines – cortometraggio (1911)
- The Voyager: A Tale of Old Canada – cortometraggio (1911)
- McKee Rankin's '49' – cortometraggio (1911)
- A Cup of Cold Water – cortometraggio (1911)
- John Oakhurst, Gambler (1911) – cortometraggio (1911)
- An Indian Vestal – cortometraggio (1911)
- Coals of Fire – cortometraggio (1911)
- A Painter's Idyl – cortometraggio (1911)
- Little Injin – cortometraggio (1911)
- In the Days of Gold, co-regia di F.E. Montgomery – cortometraggio (1911)
- The Bootlegger – cortometraggio (1911)
- The Convert of San Clemente – cortometraggio (1911)
- A Frontier Girl's Courage, co-regia di Frank Montgomery – cortometraggio (1911)
- The Chief's Daughter – cortometraggio (1911)
- George Warrington's Escape – cortometraggio (1911)
- Evangeline – cortometraggio (1911)
- A Modern Rip – cortometraggio (1911)
- The Mate of the Alden Bessie – cortometraggio (1912)
- The Other Fellow – cortometraggio (1912)
- Merely a Millionaire – cortometraggio (1912)
- A Night Out – cortometraggio (1912)
- Bunkie – cortometraggio (1912)
- Disillusioned – cortometraggio (1912)
- The Hobo – cortometraggio (1912)
- A Child of the Wilderness – cortometraggio (1912)
- In the Tents of the Asra – cortometraggio (1912)
- Land Sharks vs. Sea Dogs – cortometraggio (1912)
- The Trade Gun Bullet – cortometraggio (1912)
- The Substitute Model – cortometraggio (1912)
- The Pirate's Daughter – cortometraggio (1912)
- When Edith Played Judge and Jury – cortometraggio (1912)
- The Awakening, co-regia di Hardee Kirkland – cortometraggio (1912)
- Getting Atmosphere – cortometraggio (1912)
- The Legend of the Lost Arrow – cortometraggio (1912)
- Atala – cortometraggio (1912)
- Miss Aubry's Love Affair – cortometraggio (1912)
- John Colter's Escape – cortometraggio (1912)
- The Sea Wolf (1913)
- John Barleycorn, co-regia di J. Charles Haydon (1914)
- The Valley of the Moon (1914)
- Martin Eden (1914)
- An Odyssey of the North (1914)
- Burning Daylight: The Adventures of 'Burning Daylight' in Alaska (1914)
- Burning Daylight (1914)
- The Pursuit of the Phantom (1914)
- Burning Daylight: The Adventures of 'Burning Daylight' in Civilization (1914)
- The Country Mouse (1914)
- The Chechako (1914)
- Buckshot John (1915)
- Pretty Mrs. Smith (1915)
- Help Wanted (1915)
- Nearly a Lady (1915)
- Fatherhood (1915)
- The White Scar, co-regia di Ulysses Davis (1915)

### Sceneggiatore
- Willie, regia di Francis Boggs – cortometraggio (1910)
- The Sergeant, regia di Francis Boggs – cortometraggio (1910)
- Saved from the Snow, regia di Hobart Bosworth – cortometraggio (1911)
- In the Shadow of the Pines, regia di Hobart Bosworth – cortometraggio (1911)
- The Totem Mark, regia di Otis Turner – cortometraggio (1911)
- The Voyager: A Tale of Old Canada, regia di Hobart Bosworth – cortometraggio (1911)
- McKee Rankin's '49', regia di Hobart Bosworth – cortometraggio (1911)
- An Indian Vestal, regia di Hobart Bosworth – cortometraggio (1911)
- Coals of Fire, regia di Hobart Bosworth – cortometraggio (1911)
- Little Injin, regia di Hobart Bosworth – cortometraggio (1911)
- In the Days of Gold, regia di Hobart Bosworth e F.E. Montgomery – cortometraggio (1911)
- The Convert of San Clemente, regia di Hobart Bosworth – cortometraggio (1911)
- The Chief's Daughter, regia di Hobart Bosworth – cortometraggio (1911)
- George Warrington's Escape, regia di Hobart Bosworth – cortometraggio (1911)
- Evangeline, regia di Hobart Bosworth – cortometraggio (1911)
- A Modern Rip, regia di Hobart Bosworth – cortometraggio (1911)
- The Mate of the Alden Bessie, regia di Hobart Bosworth – cortometraggio (1912)
- Merely a Millionaire, regia di Hobart Bosworth – cortometraggio (1912)
- A Night Out, regia di Hobart Bosworth – cortometraggio (1912)
- Disillusioned, regia di Hobart Bosworth – cortometraggio (1912)
- The Hobo, regia di Hobart Bosworth – cortometraggio (1912)
- A Child of the Wilderness, regia di Hobart Bosworth – cortometraggio (1912)
- The Polo Substitute, regia di Hobart Bosworth – cortometraggio
- In the Tents of the Asra, regia di Hobart Bosworth – cortometraggio (1912)
- The Trade Gun Bullet, regia di Hobart Bosworth – cortometraggio (1912)
- The Substitute Model, regia di Hobart Bosworth – cortometraggio (1912)
- The Pirate's Daughter, regia di Hobart Bosworth – cortometraggio (1912)
- Getting Atmosphere, regia di Hobart Bosworth – cortometraggio (1912)
- The Legend of the Lost Arrow, regia di Hobart Bosworth – cortometraggio (1912)
- Miss Aubry's Love Affair, regia di Hobart Bosworth – cortometraggio (1912)
- Buck Richard's Bride, regia di Fred Huntley – cortometraggio (1913)
- The Sea Wolf, regia di Hobart Bosworth (1913)
- Martin Eden, regia di Hobart Bosworth (1914)
- An Odyssey of the North
- The Pursuit of the Phantom
- The Country Mouse
- A Little Brother of the Rich
- Fatherhood
- The White Scar, regia di Hobart Bosworth, Ulysses Davis (1915)
- The Beachcomber
- The Brute Master

### Produttore
- The Sea Wolf, regia di Hobart Bosworth (1913)
- John Barleycorn
- Martin Eden, regia di Hobart Bosworth (1914)
- An Odyssey of the North
- Burning Daylight, regia di Hobart Bosworth (1914)
- The Country Mouse
- Buckshot John
- The Caprices of Kitty
- Betty in Search of a Thrill
- The White Scar, regia di Hobart Bosworth e Ulysses Davis (1915)
- The Beachcomber
- He Fell in Love with His Wife, regia di William Desmond Taylor (1916)
- Blind Hearts
- The Sea Lion

### Spettacoli teatrali
- Hedda Gabler (Broadway, 5 ottobre 1903)
- Marta of the Lowlands (Broadway, 13 ottobre 1903)

## Doppiatori italiani
- Renato Turi in Il cavaliere della libertà (ridoppiaggio)